# Yimnashaniana jianfenglingensis
Yimnashaniana jianfenglingensiss – gatunek chrząszcza z rodziny kózkowatych i podrodziny zgrzypikowych. Jedyny przedstawiciel rodzaju Yimnashaniana.

## Zasięg występowania
Azja, występuje na Chińskiej wyspie Hajnan.